# Fortes
Agostinho Fortes Filho (ur. 9 września 1901, zm. maj 1966) – piłkarz brazylijski znany jako Fortes lub Fortes Filho, pomocnik.
Fortes karierę piłkarską rozpoczął w 1917 roku w klubie Fluminense FC.
Jako piłkarz klubu Fluminense wziął udział w turnieju Copa América 1919, gdzie Brazylia zdobyła mistrzostwo Ameryki Południowej. Zagrał w trzech meczach – z Argentyną i dwóch decydujących o mistrzostwie pojedynkach z Urugwajem.
Rok później wziął udział w turnieju Copa América 1920, gdzie Brazylia zajęła trzecie miejsce. Fortes wystąpił we wszystkich trzech spotkaniach – z Chile, Urugwajem i Argentyną.
Po raz trzeci w mistrzostwach kontynentu Fortes wziął udział podczas turnieju Copa América 1922, gdzie Brazylia po raz drugi sięgnęła po tytuł mistrza Ameryki Południowej. Zagrał we wszystkich pięciu meczach – z Chile, Paragwajem, Urugwajem, Argentyną i decydującym o mistrzostwie barażu z Paragwajem.
Czwarty i ostatni raz w mistrzostwach kontynentu Fortes wziął udział podczas turnieju Copa América 1925, gdzie Brazylia została wicemistrzem Ameryki Południowej. Zagrał w dwóch meczach – z Argentyną i Paragwajem.
Wziął udział w finałach pierwszych mistrzostw świata w 1930 roku, gdzie Brazylia odpadła w fazie grupowej. Fortes nie zagrał w żadnym meczu.
W klubie Fluminense Fortes grał od 1917 do 1930 roku. W tym czasie rozegrał 217 meczów i zdobył 15 bramek.
W reprezentacji Brazylii rozegrał łącznie 15 meczów.